# Micrearota prolongata
Micrearota prolongata är en skalbaggsart som först beskrevs av Thomas Casey 1910.  Micrearota prolongata ingår i släktet Micrearota och familjen kortvingar. Inga underarter finns listade i Catalogue of Life.